# Iglesia de San Sebastián (Negombo)
La Iglesia de San Sebastián también conocida como Iglesia de San Sebastián, Wella Veediya es una iglesia católica situada en Negombo, en Sri Lanka. Fue concebida siguiendo el modelo de la catedral de Reims en Francia y fue construida en el estilo neogótico. San Sebastián es el santo patrono de la ciudad de Negombo.

## Localización
La iglesia está ubicada en la calle San Sebastián en Negombo.

## Historia
La iglesia fue diseñada por el padre G. Gannon, párroco de Sea Street. Aunque la primera piedra fue colocada por el Arzobispo de Colombo, Pierre-Guillaume Marque, el 2 de febrero de 1936, la construcción no se completó hasta diez años después. Reemplazó a una iglesia más pequeña para dar cabida al creciente número de feligreses en la ciudad de mayoría católica. Se dice que está modelado en estilo gótico recordando a la catedral de Reims en Francia. Una sombra de esta iglesia se ve en la laguna de Negombo.
Esta iglesia es una de las muchas iglesias en Sri Lanka dedicadas a San Sebastián, que es considerada un mártir en la historia de la Iglesia Católica. Su veneración es particularmente celebrada en busca de alivio a las epidemias. Un festival llamado "Fiesta de San Sebastián" se lleva a cabo todos los años aquí durante el mes de enero. Un drama tali que narra la Vida de Sebastian solía ser promulgado aquí antes de 1950. Ahora, "Raja Tunkattuwa", un drama en lengua cingalesa sobre los Reyes Magos se celebra aquí durante la Navidad.

## Festival
En la Iglesia de San Sebastián se celebra un festival anual dedicado a San Sebastián el 20 de enero. En esta ocasión, una asta de bandera decorada se coloca en las instalaciones de la iglesia. También se organizan procesiones y se sirve comida gratis a los pobres.